# Cryptostephanus vansonii
Cryptostephanus vansonii là một loài thực vật có hoa trong họ Amaryllidaceae. Loài này được Verd. mô tả khoa học đầu tiên năm 1943.